# A Mummers' Dance Through Ireland...
A Mummers' Dance Through Ireland... è un album tematico di Loreena McKennitt dedicato specificatamente alla musica irlandese, tradizione su cui si basa gran parte della sua produzione musicale.
Il disco è uscito il 17 marzo 2009, nel giorno di San Patrizio, inizialmente acquistabile solo dal sito dell'artista, sia in formato digitale che in versione CD, successivamente distribuito regolarmente nei negozi.

## Tracce
1. Bonny Portmore da The Visit
2. Stolen Child Elemental
3. Huron 'Beltane' Fire Dance Parallel Dreams
4. She Moved Through the Fair Elemental
5. Dickens' Dublin (The Palace) Parallel Dreams
6. The Mummers' Dance (Single Version)
7. Come by the Hills Elemental
8. Lark in the Clear Air Elemental
9. The Old Ways The Visit
10. Never-ending Road (Amhrán Duit) An Ancient Muse

## Andamento nella Classifica degli Album Italiana
| Posizione | 71    | 49    | 64    | 82    |
| Fonti     | [ 1 ] | [ 2 ] | [ 3 ] | [ 4 ] |